# 매디슨 킹던
매디슨 킹던 리쉘(Madison Kingdon Rishel, 1993년 4월 20일 ~ )은 미국의 배구 선수이다. 포지션은 레프트이며, 대한민국 V-리그의 화성 IBK기업은행 알토스와 미국 여자 배구 국가대표팀에서 활동하고 있다. 한국 활동명은 리쉘과 메디이다.

## 개인 기록
정규리그 기준
| 소속팀                  | 시즌    | 리그     | 출장 | 출장 | 득점 | 공격 | 서브 | 블로킹 |
| 소속팀                  | 시즌    | 리그     | 경기 | 세트 | 득점 | 공격 | 서브 | 블로킹 |
| ----------------------- | ------- | -------- | ---- | ---- | ---- | ---- | ---- | ------ |
| 아제라일 바쿠           | 2015-16 | 슈퍼리그 | —    | —    | —    | —    | —    | —      |
| 아제라일 바쿠           | 합계    | 합계     | —    | —    | —    | —    | —    | —      |
| 화성 IBK기업은행 알토스 | 2016-17 | V-리그   | 30   | 109  | 742  | 685  | 28   | 29     |
| 화성 IBK기업은행 알토스 | 2017-18 | V-리그   | 30   | 116  | 852  | 771  | 22   | 59     |
| 화성 IBK기업은행 알토스 | 합계    | 합계     | 60   | 225  | 1594 | 1456 | 50   | 88     |

## 수상

### 소속팀
아제라일 바쿠
- 아제르바이잔 슈퍼리그: 2016

화성 IBK기업은행 알토스
- V-리그: 2017
- KOVO컵: 2016

### 국가대표팀
- 2017년 팬아메리칸컵 여자배구대회 –  금메달
- 2017년 그랜드챔피언스컵 –  동메달

### 개인
- 아제르바이잔 슈퍼리그 정규리그 MVP: 2016
- V-리그 챔프전 MVP: 2017
- V-리그 베스트7: 2017, 2018